# Душешти (Бихор)
Душешти (рум. Dușești) насеље је у Румунији у округу Бихор у општини Чеика. Oпштина се налази на надморској висини од 162 m.

## Становништво
Према подацима из 2002. године у насељу је живело 596 становника, од којих су сви румунске националности.